# Его Блаженство
Его́ Блаже́нство, Блаженнейший (греч. Ή Αυτού Θειοτάτη Μακαριότης) — титул в православной и некоторых восточнокатолических церквях, усвояемый предстоятелям некоторых поместных церквей. В греческом употреблении — всех автокефальных церквей, исключая Константинопольского патриарха.
Предстоятель Грузинской православной церкви имеет титул «Его Святейшество и Блаженство» (полный титул: «Католикос-Патриарх всея Грузии, Архиепископ Мцхетский и Тбилисский и митрополит Бичвинтский и Цхум-Абхазетский Святейший и Блаженнейший»).
Предстоятель Украинской православной церкви (МП) внутри церкви носит титул «Блаженнейший», хотя и не является предстоятелем автокефальной церкви (полный титул: «Блаженнейший Митрополит Киевский и всей Украины»).